# Jangeut
Jangeut is een bestuurslaag in het regentschap Aceh Jaya van de provincie Atjeh, Indonesië. Jangeut telt 607 inwoners (volkstelling 2010).